# Костерські острови
Костерські острови (швед. Kosteröarna) — архіпелаг, розташований за 10 км на захід від Стремстада, Швеція, який складається з двох найбільших островів, Південного та Північного Костера, оточених меншими острівцями. Південний Костер має площу 8 км², Північний Костер — 4 км². Пейзаж, де переважають гладкі скелі, є наслідком вулканічної активності і подальшої ерозії під час Льодовикового періоду. Скелясте узбережжя розрізане численними піщаними пляжами, найбільший з яких Kilesand на східній стороні Південного Костера, що виходить на фіорд Костер глибиною до 200 метрів.
Фіорд та морська територія довкола островів включені до складу Національного парку Костергавет, перший морський національний парк Швеції, що охоплює територію бл.400 км².

## Громади
Південний і Північний Костер також є громадами (населеними пунктами) з постійним населенням близько 340 осіб. У громаді є школа, спортивний зал, магазини, церкви та мистецькі галереї. Важливими галузями є сільське господарство і рибальство, і вже у 17 ст. Костер  експортував лобстерів до Голландії. На островах є кілька невеликих гаваней, популярних серед туристів-моряків. Туристична галузь представлена готелем «Ekenäs», кімнатами в приватних будинках або котеджах та кемпінгом на Північному Костері.
Пором на електричній тязі постійно курсує через протоку між двома островами, довжина маршруту — 58 метрів. Вглиб території островів багато сільськогосподарських угідь, лісів та рослинності. Туристи можуть скористатися мережею шляхів та туристичних стежок; на Південному Костері ними можна користуватися на велосипеді або в невеликих гольф-багі, які можна взяти напрокат, а на Північному Костері також можна орендувати невеликі човни. Обмеження щодо права доступу, Allemansrätten, забороняє розведення відкритого вогню і дозволяє кемпінг лише у відведених для кемпінгу місцях. Приватні автомобілі відвідувачів на острови не допускаються.

## Клімат
Костерські острови мають морський клімат західного узбережжя, що має більш вузький діапазон температур, ніж суходільний клімат або морський клімат східного узбережжя на подібній паралелі. На островах є невеликі добові коливання температури, тому нічні температури з заморозками є менш поширеними, ніж на подібній паралелі як в Швеції, так і в усьому світі. Але ожеледь була зафіксована на Північному Костері 12 червня 1981 року при температурі всього +2.7°С.
| Клімат Північний Костер | Клімат Північний Костер | Клімат Північний Костер | Клімат Північний Костер | Клімат Північний Костер | Клімат Північний Костер | Клімат Північний Костер | Клімат Північний Костер | Клімат Північний Костер | Клімат Північний Костер | Клімат Північний Костер | Клімат Північний Костер | Клімат Північний Костер | Клімат Північний Костер |
| Показник                | Січ.                    | Лют.                    | Бер.                    | Квіт.                   | Трав.                   | Черв.                   | Лип.                    | Серп.                   | Вер.                    | Жовт.                   | Лист.                   | Груд.                   | Рік                     |
| Абсолютний максимум, °C | 10,1                    | 8,9                     | 15,5                    | 24,0                    | 29,7                    | 29,9                    | 30,3                    | 30,5                    | 25,5                    | 18,6                    | 14,1                    | 10,8                    | 30,5                    |
| Середній максимум, °C   | 2,1                     | 1,5                     | 4,5                     | 9,6                     | 14,3                    | 17,9                    | 20,5                    | 20,2                    | 16,3                    | 10,8                    | 7,0                     | 3,7                     | 10,7                    |
| Середня температура, °C | 0,2                     | −0,2                    | 2,2                     | 6,8                     | 11,4                    | 16,1                    | 17,9                    | 17,5                    | 13,9                    | 8,8                     | 5,3                     | 1,8                     | 8,4                     |
| Середній мінімум, °C    | −1,6                    | −2                      | 0,0                     | 4,0                     | 8,5                     | 12,3                    | 15,2                    | 14,9                    | 11,6                    | 6,9                     | 3,6                     | 0,0                     | 6,1                     |
| Абсолютний мінімум, °C  | −22,3                   | −20,5                   | −15,2                   | −5,3                    | −1,7                    | 2,7                     | 5,6                     | 7,0                     | 1,2                     | −6,1                    | −10,2                   | −17,9                   | −22,3                   |
| Норма опадів, мм        | 48                      | 42                      | 40                      | 40                      | 43                      | 49                      | 46                      | 65                      | 68                      | 80                      | 69                      | 47                      | 627                     |
| ----------------------- | ----------------------- | ----------------------- | ----------------------- | ----------------------- | ----------------------- | ----------------------- | ----------------------- | ----------------------- | ----------------------- | ----------------------- | ----------------------- | ----------------------- | ----------------------- |

## Флора та фауна
На північному сході Південного Костера є ряд широколистяних лісів, складених такими деревами, як клен звичайний, липа серцелиста, дуб черешчатий, осика, ясен звичайний, ліщина звичайна, в'яз шорсткий.

## Туризм на островах

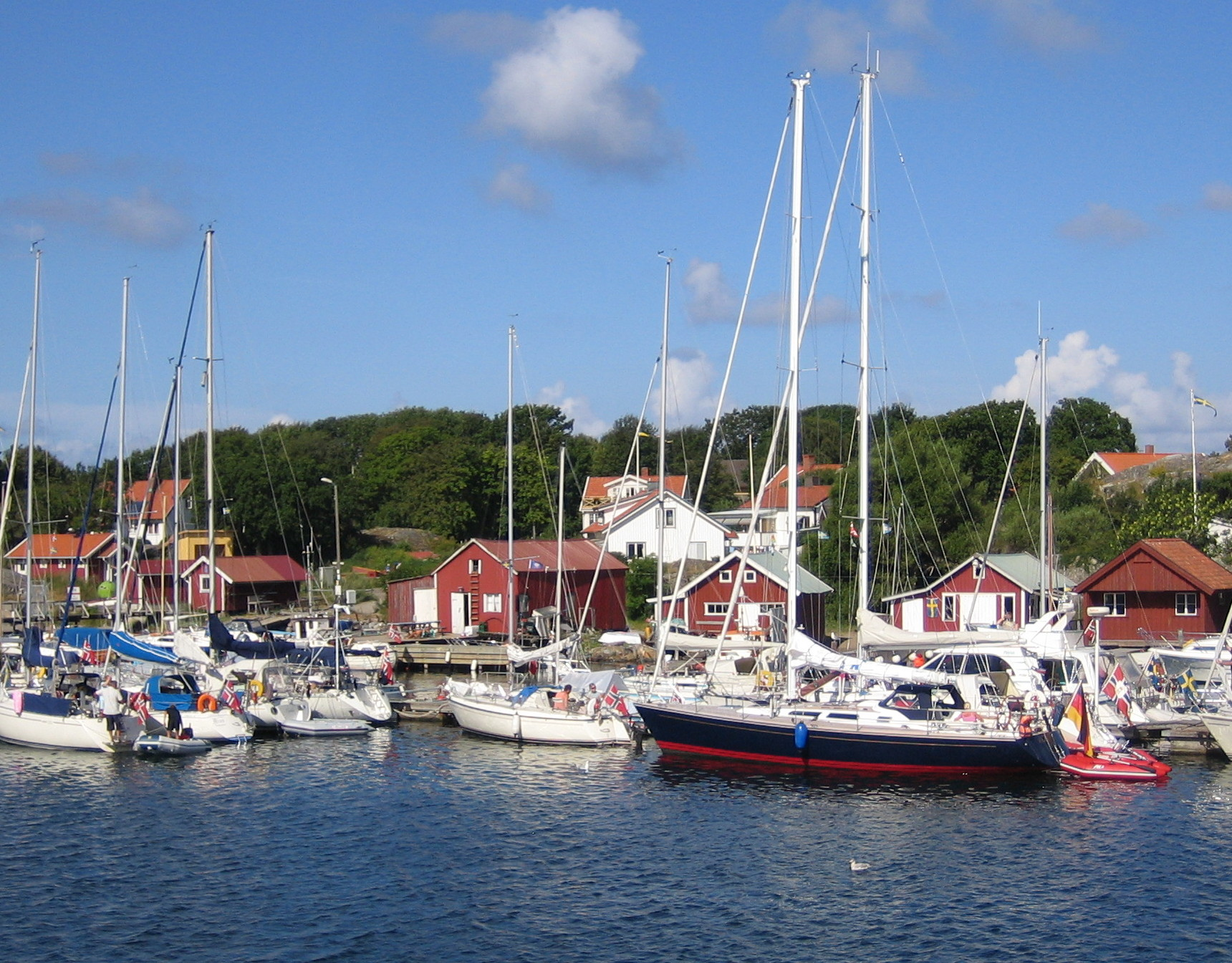
Північний Костер на Костерській протоці

Костер є усталеним і популярним туристичним напрямком, залучаючи до 90 000 туристів що року, оскільки є одним з найбільш сонячних місць у Швеції, які пропонують можливості для купання. Влітку тут проходять різні події та заходи, такі як музичний фестиваль, гонки скумбрії і поїздки до колоній тюленів. Декілька барів і ресторанів пропонують різноманітне меню, часто на основі улову місцевих рибалок, такі як креветки, устриці, раки, краби та омари.
Між островами та материком здійснюється до 16 поромних рейсів на день із Стремстаду, час у дорозі — близько 45 хвилин. Приватний автомобіль можна залишити на парковці неподалік від центру Стремстада, звідки безкоштовні автобуси курсують до поромної гавані.